# 伊萨克·赫尔佐格
伊萨克·赫尔佐格（希伯來語：יצחק הרצוג；1960年9月22日—），是以色列政治人物、以色列工党前主席、现任以色列总统（第11任）。
他是第6任總統哈伊姆·赫尔佐克的儿子。
2013年當選以色列工党主席。2015年領導中間偏左錫安主義聯盟參加大選落敗。
2021年6月2日，赫尔佐克在以色列國會獲得87票支持當選第11任以色列總統。

## 外部連結
- 伊萨克·赫尔佐格的X（前Twitter）
- 伊萨克·赫尔佐格的Facebook專頁
- 伊萨克·赫尔佐格的Instagram帳戶